# Olivier Gendebien
Olivier Gendebien (Bruxelles, Belgija, 12. siječnja 1924. – Les Baux-de-Provence, Francuska, 2. listopada 1998.) je bivši belgijski vozač automobilističkih utrka.

## Rezultati u Formuli 1
| Sezona | Momčad                 | Šasija                         | Motor                | Utrke | Pobjede | Podiji | Bodovi | Plasman |
| ------ | ---------------------- | ------------------------------ | -------------------- | ----- | ------- | ------ | ------ | ------- |
| 1955.  | Equipe Nationale Belge | Ferrari 625                    | Ferrari Straight-4   | 1 (0) | 0       | 0      | 0      | —       |
| 1956.  | Scuderia Ferrari       | Ferrari 555 Lancia-Ferrari D50 | Ferrari L4 Lancia V8 | 3 (2) | 0       | 0      | 2      | 23.     |
| 1958.  | Scuderia Ferrari       | Ferrari Dino 246               | Ferrari V6           | 3     | 0       | 0      | 0      | —       |
| 1959.  | Scuderia Ferrari       | Ferrari Dino 246               | Ferrari V6           | 2     | 0       | 0      | 3      | 15.     |

## Pobjede

### 24 sata Le Mansa
| Godina | Momčadski kolega | Momčad            | Šasija                    | Motor            | Gume | Klasa  |
| ------ | ---------------- | ----------------- | ------------------------- | ---------------- | ---- | ------ |
| 1958.  | Phil Hill        | Scuderia Ferrari  | Ferrari 250 TR/58         | Ferrari 3.0L V12 | D    | S3.0   |
| 1960.  | Paul Frère       | Scuderia Ferrari  | Ferrari 250 TR59/60       | Ferrari 3.0L V12 | D    | S3.0   |
| 1961.  | Phil Hill        | Scuderia Ferrari  | Ferrari 250 TRI/61        | Ferrari 3.0L V12 | D    | S3.0   |
| 1962.  | Phil Hill        | SpA Ferrari SEFAC | Ferrari 330 TRI/LM Spyder | Ferrari 4.0L V12 | D    | E +3.0 |